# فسفس برازيلي
فسفس برازيلي (بالإنجليزية: Triatoma brasiliensis)‏ أهم ناقل لداء شاغاس في المناطق شبه القاحلة في شمال شرق البرازيل. يتواجد في 12 ولاية برازيلية، بما في ذلك مارانهاو وبياوي وسيارا وريو غراندي دو نورتي وبارايبا والفسفس البرازيلي أصلي في هذا الجزء من البرازيل وبالتالي يستمر في البيئة الطبيعية. هذا النوع من البق القبال لديه إمكانات كبيرة لنشر داء شاغاس بسبب توزيعه على مناطق واسعة حيث يقيم العديد من الناس.